# Randia (thực vật)
Randia, tên tiếng Việt găng, tên tiếng Anh indigoberry, là một chi các loài cây bụi hoặc cây nhỡ trong họ Thiến thảo (Rubiaceae) sống ở vùng tân nhiệt đới. Danh lục thực vật quốc tế (IPNI) liệt kê tổng cộng 738 danh pháp thuộc chi, bao gồm cả danh pháp đồng nghĩa. Một số loài bản địa Úc đã được xếp lại vào chi Atractocarpus. Trong số đó có các loài cây trồng trong vườn như Atractocarpus chartaceus và A. fitzalanii.
Carl Linnaeus đặt tên Randia để tưởng nhớ Isaac Rand.

## Một số loài tiêu biểu
| - Randia aculeata L. (= Genipa aculeata) - Randia altiscandens (Ducke) C.M.Taylor - Randia aristeguietae Steyerm. - Randia armata (Sw.) DC. - Randia carlosiana K.Krause - Randia ciliolata C.Wright (= Genipa ciliolata) - Randia cinerea (Fernald) Standl. (= Genipa cinerea) - Randia densiflora - Randia echinocarpa Moc. & Sessé ex DC. (= Genipa echinocarpa) - Randia formosa (Jacq.) K.Schum. – Jasmin de Rosa - Randia keithii - Randia laevigata Standl. - Randia longioba - Randia matudae Lorence & Dwyer (= Casasia chiapensis) | - Randia mixe sp. nov. - Randia moorei F.Muell. ex Benth - Randia nelsonii Greenm. - Randia nitida (Kunth) DC. - Randia parvifolia Lam. – găng hoa nhỏ - Randia pleiomeris Standl. - Randia portoricensis (Urban) Britt. & Standl. – găng Puerto Rico - Randia rhagocarpa Standl. – Crucillo - Randia ruiziana DC. - Randia sezitat Guillaumin (= Genipa sezitat) - Randia spinifex (Roem. & Schult.) Standl. (= Genipa sagreana) - Randia thurberi S.Watson - Randia tubericollis |

### Trước đây thuộc chi
| - Atractocarpus chartaceus (F.Muell.) Puttock (trước đây là R. chartacea (F.Muell.) F.Muell.) - Aidia cochinchinensis Lour. (trước đây là R. henryi E.Pritz. hoặc R. cochinchinensis (Lour.) Merr.) - Aidia genipiflora (DC.) Dandy (trước đây là R. genipiflora DC.) - Atractocarpus fitzalanii (F.Muell.) Puttock (trước đây là R. fitzalanii (F.Muell.) Benth.) - Benkara malabarica (Lam.) Tirveng. (trước đây là R. malabarica Lam.) - Benkara sinensis (Lour.) Ridsdale (trước đây là R. sinensis (Lour.) Schult.) - Catunaregam spinosa (Thunb.) Tirveng. (trước đây là R. dumetorum (Retz.) Poir. hoặc R. spinosa (Thunb.) Poir.) - Catunaregam tomentosa (Blume ex DC.) Tirveng. (trước đây là R. tomentosa (Blume ex DC.) Hook.f.) | - Coddia rudis (E.Mey. ex Harv.) Verdc. (trước đây là R. rudis E. Mey. ex Harv.) - Porterandia penduliflora (K.Schum.) Keay (trước đây là R. penduliflora K.Schum. hoặc R. sericantha K.Schum. ex Engl.) - Rosenbergiodendron formosum (Jacq.) Fagerl. (trước đây là R. formosa (Jacq.) K.Schum. hoặc R. mussaenda (L.f.) DC.) - Rosenbergiodendron longiflorum (Ruiz & Pav.) Fagerl. (trước đây là R. ruiziana DC.) - Rothmannia longiflora Salisb. (trước đây là R. maculata DC.) - Rothmannia whitfieldii (Lindl.) Dandy (trước đây là R. malleifera (Hook.) Benth. & Hook.f.) - Tamilnadia uliginosa (Retz.) Tirveng. & Sastre (trước đây là R. uliginosa (Retz.) Poir.) |

## Hình ảnh

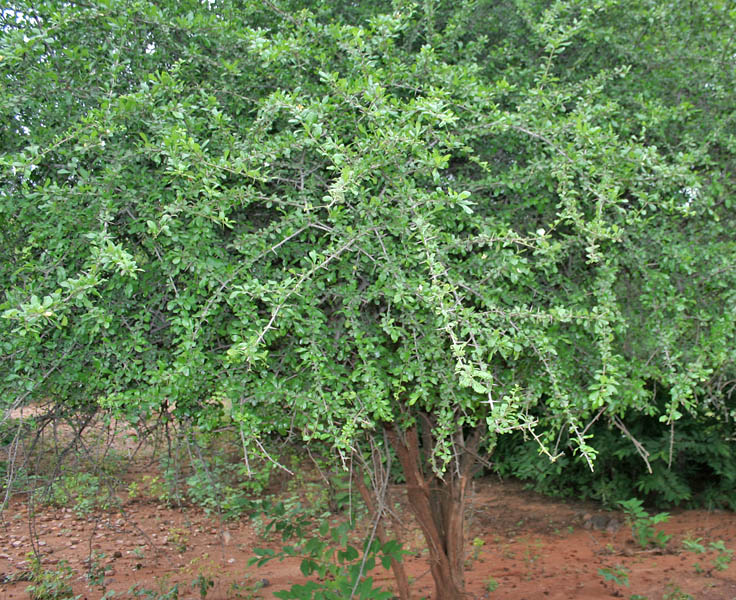